# Ivan Alexander Point
Ivan Alexander Point är en udde i Antarktis. Den ligger i Sydshetlandsöarna. Argentina, Chile och Storbritannien gör anspråk på området.
Terrängen inåt land är huvudsakligen kuperad, men åt nordväst är den platt. Havet är nära Ivan Alexander Point åt sydost. Trakten är glest befolkad. Närmaste befolkade plats är Escudero Station, 15,9 kilometer norr om Ivan Alexander Point. 